# Verklig bild

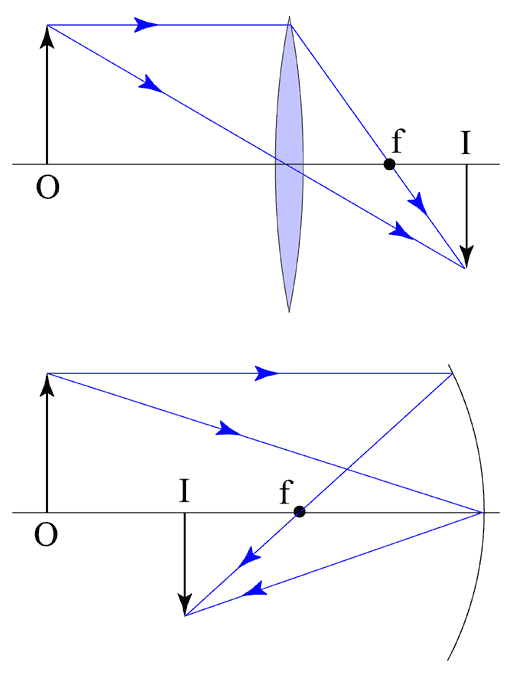
Överst: Hur en verklig bild skapas med hjälp av en konvex lins. Nederst: Hur en verklig bild skapas med hjälp av en konkav spegel. I båda diagrammen är f fokalpunkt (brännpunkt), O är föremålet och I är bilden. Heldragna blå linjer visar ljusstrålarna. Av bilden kan utläsas att bilden skapas av de verkliga ljusstrålarna och kan således bilda en synlig bild på en skärm som är placerad i bildens position.

Verklig bild är en term som används inom optiken och fysiken. Det är en representation av ett verkligt föremål (källa) som bildas av ljusstrålar som passerar genom bilden. Om en skärm placeras i den verkliga bildens plan blir bilden synlig.
Verkliga bilder kan skapas av konkava speglar och konvexa linser.